# Slag aan de Kalka
De Slag aan de Kalka vond plaats op 31 mei 1223 bij de rivier de Kalka (Oekraïne). De Mongoolse generaals Jebe en Subedei versloegen daar de vorsten van het Kievse Rijk onder leiding van Mstislav III van Kiev, maar trokken zich daarna terug naar Mongolië. In 1240 zou Batu Khan alsnog het Kievse Rijk veroveren.

## Aanloop

### De Mongoolse opmars
In 1220 begon de Mongoolse generaal Subedei met het plannen van zijn invasie van het westen. Hij had op dat moment een leger van 25.000 tot 30.000 onder zijn commando. Zijn missie was om informatie te vergaren van de militaire krachten die zich ophielden in de landen rondom de Kaspische Zee. Met zijn leger reisde naar Tabriz en onder dreiging van plundering verkreeg Subedei levensmiddelen en rijkdommen uit de stad. In de militaire veldtocht van 1221 verzamelde zich een Georgisch leger onder leiding van George IV Lasja tegen de Mongolen en in de Eerste Slag aan de Koera kon het leger van Subedei hen uiteenslaan. Zijn leger was wel dusdanig gehavend dat hij de Kaukasus niet kon oversteken en viel hij Perzië binnen.
Het jaar daarop waagde Subedei een nieuwe poging en in de Slag bij Khunan wist hij opnieuw de Georgiërs te verslaan. Hij kwam vervolgens tot een vergelijk met de shah van Shirvan die het Mongoolse leger zou voorzien van voedsel voor hun tocht door de Kaukasus. De shah stuurde het leger via een van de moeilijkste routes door het gebergte heen en waarschuwde met boodschappers, via de kortere routes, de volkeren op de westerse steppen van de komst van de Mongolen. Tijdens de doortocht verloren de Mongolen veel van hun belegeringswerktuigen.
Nadat ze de Kaukasus door waren gekomen werden ze opgewacht door leger dat gevormd werd door Koemanen en enkele andere volkeren. Subedei stuurde boodschappers naar de Koemanen om hun met geld en paarden om te kopen. De Koemanen namen de steekpenningen aan die daarop het slagveld verlieten. Hierop slachtte Subedei vervolgens de overgebleven volkeren af en in de achtervolging wisten ze ook de Koemanen af te slachten. Na deze overwinning vielen de Mongolen de stad Astrachan aan en plunderden deze. Hiermee lag de route naar de Russische steppe open.
Bij het binnentrekken van de steppe splitste Subedei zijn leger op. Hij reed zelf met een leger van 10.000 man naar de Zee van Azov om te voorkomen dat de Koemanen daar nieuwe bondgenoten zouden zoeken voor hun strijd tegen de Mongolen. Bij de Zee van Azov ontmoette Subedei Venetiaanse handelaren van wie hij waardevolle informatie verkreeg over de volkeren en staten van Oost-Europa. Jebe trok op zijn beurt door naar de rivier de Don waar hij zou wachten op de komst van Subedei.

### De Roessische vorstendommen

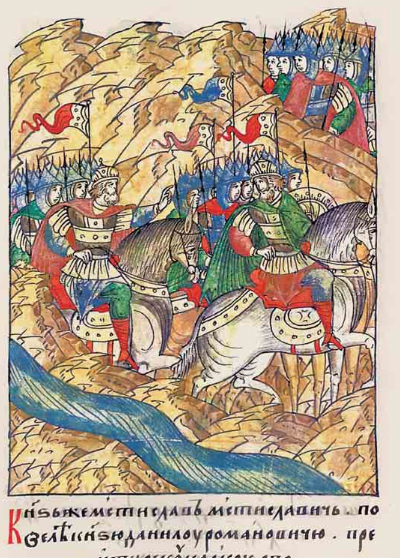
Daniel van Galicië en Mstislav Mstislavitsj met hun legers

Toen de Koemaanse khan Köten het nieuws hoorde dat zijn broer en zoon waren afgeslacht door de Mongolen reisde hij met het overgebleven Koemaanse leger naar de Roessische vorstendommen van Kiev en Tsjernigov en probeerde hij de lokale vorsten in beweging te krijgen om de wapens op te nemen tegen de Mongolen. Voor lange tijd praatte hij tegen dovemansoren, want zij waren in het verleden regelmatig het slachtoffer geweest van de plundertochten van de Koemanen en waren daarom niet rouwig om het lot van dit volk. Toen het nieuws hen bereikte dat het leger van Subedei optrok richting de Dnjestr en de boerderijen en dorpen aanvielen veranderde de houding van de vorsten.
Köten had een belangrijke pleitbezorger bij de vorsten in de vorm van zijn schoonzoon Mstislav Mstislavitsj, vorst van Galicië. Deze was de eerste samen met Daniel van Galicië die hun troepen begonnen te verzamelen. Oleg van Koersk volgde hun voorbeeld en ook de vorsten van Kiev en Tsjernigov zouden zich bij hun aansluiten. Ook Joeri II van Vladimir stuurde een leger onder leiding van de vorst van Rostov. Het totaal bijeengebracht Roessische leger zou uit 80.000 soldaten hebben bestaan.

### Oorlogsverklaring
De samenkomst van het Roessische leger ging niet onopgemerkt voorbij aan de Mongolen. Subedei hoopte op ondersteuning van Jochi, die met zijn leger rondom het Aralmeer actief was. Hij kreeg echter het nieuws dat deze ziek was en dat hij van hem geen steun kon verwachten. Het Mongoolse leger van Subedei bevond zich op dat moment aan de oostelijke zijde van de Dnjepr, ten zuidwesten van Koersk. Het Roessische leger verzamelde zich op het eiland Khortytsia in de Dnjepr. Jebe stuurde vervolgens boodschappers naar de Roessische vorsten om hen duidelijk te maken dat ze geen problemen hadden met hun en alleen maar oorlog hadden met de Koemanen. Mstislav III van Kiev liet de boodschappers executeren waarop de Mongolen nieuwe boodschappers stuurden. Ditmaal met een oorlogsverklaring.
De Mongolen begonnen met hun leger oostwaarts te trekken en de Mongoolse achterhoede kwam er weldra achter dat de Roessen geen opperbevelhebber hadden verkozen. Hierdoor handelde iedere vorst afzonderlijk. Mstislav Mstislavistj wist de rivier over te steken en de achterhoede tot op de laatste man te doden.

## Slag
In een gefingeerde terugtrekking hadden de Mongolen voor negen dagen de Roessische legers achter zich aan gelokt en ter hoogte van de rivier de Kalchik (Kalka) draaiden de Mongolen zich om zodat ze slag konden leveren met hun tegenstander. Toen het merendeel van het Roessische leger de rivier had overgestoken vielen de Mongolen hen aan. Ze wisten de Roesen te verrassen door over te schakelen van hun schutterij te paard tot zware cavalerie-aanvallen. De Koemanen sloegen als eerste op de vlucht en de legers uit Koersk en Volynië zorgden voor een gat in hun linies waardoor de Koemanen konden vluchten. Deze konden ze niet op tijd sluiten waarop de Mongoolse cavalerie hierdoor kon komen en ook hen overlopen.
Het leger uit Tsjernigov was totaal niet op de hoogte dat de slag al begonnen was en er ontstond verwarring toen zij stuitten op de vluchtende Koemanen. De Mongolen maakten gebruik van deze verwarring en vielen het leger aan. Hierbij kwam de prins van Tsjernigov, Mstislav II Svyatoslavitsj, om het leven. De vleugels van het Mongoolse leger hadden inmiddels het leger kunnen omsingelen waardoor het onmogelijk was geworden om te vluchten. Sommige delen van het leger, aangevoerd door Mstislav de Stoute, wisten zich een weg te banen en konden zo van het slagveld vluchten. Mstislav van Kiev arriveerde als laatste en toen hij de slachting aanschouwde trok hij zich terug naar zijn kamp.
De Mongolen begonnen daarop het kamp van Mstislav van Kiev te belegeren. Ze wisten het drie dagen vol te houden tot dat ze zich overgaven aan Ploscânea, maar deze verraadde hen uiteindelijk toch aan de Mongolen. Toen zij de toegang tot het kamp verkregen moordden ze het kamp uit en hierbij kwam de vorst van Kiev om het leven net zoals enkele andere edellieden.

## Nasleep
De slag aan de Kalka was een grote nederlaag voor de Roesisch-Koemaanse alliantie. De Roessische kronieken geven geen precieze getallen van de verliezen, maar volgens de Eerste Kroniek van Novgorod zou slechts een op de tien de veldslag hebben overleefd. Na de slag slaagde Subedei erin om met zijn leger de Wolga over te steken en kon hij in 1225 zich aansluiten bij het leger van Jochi. Hierop keerden ze terug naar Aziatische steppe om in 1229 terug te keren en vielen toen onder meer Saqsin in Wolga-Bulgarije aan. Pas in 1237 gingen de Mongolen over tot een volledige invasie van het Kievse Rijk.